# Octobre 2002

## Mardi1eroctobre
- En France, du 1er au 30 octobre, procès devant la cour d'assises spéciale de Paris, des deux terroristes islamistes algériens Boualem Bensaïd et Smaïn Aït Ali Belkacem poursuivis pour les attentats de 1995 à Paris. Ils seront condamnés à l'emprisonnement à perpétuité.

## Mercredi2 octobre 2002
- En France, décès du romancier, poète, essayiste et historien des idées, Paul Sérant à l’âge de 80 ans.
- Du 2 au 21 octobre, un tueur en série embusqué, abat dix personnes et en blesse trois autres dans les environs de Washington. Le 24, la police arrête deux suspects dont John Allen Muhammad, un ancien combattant noir de la guerre du golfe converti à l’islam, et son beau-fils de 17 ans, John Lee Malvo.

## Jeudi3 octobre 2002
- Première diffusion du manga Naruto.

## Vendredi4 octobre 2002
- En France, dans une cité de Vitry-sur-Seine, une jeune fille de 17 ans, Sohane Benziane, est brûlée vive dans un local à poubelles. Le 6 octobre, Djamel, dit « Nono », 19 ans, le meurtrier présumé est arrêté à l’hôpital Cochin, où il se faisait soigner pour des brûlures liées à son meurtre.
- À Grande-Synthe, Joël Damman, un chauffeur routier de 45 ans, sous l’empire de l’alcool, tire à coup de fusil de chasse, sur plusieurs cafés fréquentés par des Maghrébins, et finit par tuer Mohammed Maghara, un jeune franco-marocain de 17 ans.
  - Dans la nuit du 5 au 6, de nombreuses voitures sont incendiées.

## Samedi5 octobre 2002
- Première édition de la Nuit blanche à Paris qui met à l’honneur l’art contemporain tout au long de la nuit.
- Patrick Henry est arrêté près de Valence en Espagne, en possession de dix kilogrammes de haschich. Le 8, la France demande son extradition.

## Dimanche6 octobre 2002
- Lors de l’opération Nuit blanche organisée par la mairie de Paris, Azedine Berkane, un Algérien de 39 ans, poignarde à l’abdomen le maire de Paris Bertrand Delanoë.
- Élection municipale de Vitrolles (Bouches-du-Rhône), le socialiste Guy Obino l’emporte au second tour, sur le maire MNR sortant Catherine Megret, avec 54,05 %, en profitant du report en sa faveur de la majorité de électeurs UMP et UDF.
- À Rome, en présence de 500 000 fidèles, messe de canonisation de Josemaría Escrivá de Balaguer (1902-1975), fondateur de l’Opus Dei.
- En Bosnie-Herzégovine, élections générales remportées par les partis nationalistes serbes, croates et musulmans.
- Au Brésil, élections présidentielle, législatives et des gouverneurs. Pour la présidentielle, le candidat du « Parti des travailleurs » Luis Inacio da Silva est en ballottage favorable avec 46,44 % des voix. Pour les législatives, le « Parti des travailleurs » devient la première formation politique à la chambre des députés et la troisième au sénat, mais n’obtient que 3 gouverneurs sur 27.
- Au large du Yémen, le pétrolier géant français Limburg est l’objet d’un attentat à l’explosif, bilan : 1 mort et 12 blessés. Le même jour, l’organisation islamiste yéménite l’armée islamique d’Aden-Abyan revendique l’attentat.
- En remportant le Rallye de Nouvelle-Zélande, le finlandais Marcus Grönholm s'assure du titre à deux épreuves de la fin de saison.

## Lundi7 octobre 2002
- Le président George W. Bush, dans son discours à la Nation américaine, lance un ultimatum sans date à Saddam Hussein.
- Les prix Nobel 2002 ont été décernés.
- Astronomie : découverte d’un corps sphérique au-delà de Pluton, à la limite du système solaire en orbite autour du soleil. Quaoar est situé dans la ceinture de Kuiper et effectue le tour du soleil en 288 années.

## Mardi8 octobre 2002
- Le fondateur du Djihad égyptien, l’islamiste Aymanal-Zawahiri, dans un enregistrement sonore, reçu et diffusé par la chaîne qatarie Al Jazeera, menace d’attentats la France et l’Allemagne.

## Mercredi9 octobre 2002
- Au Maroc, le roi Mohammed VI nomme le nouveau premier ministre Driss Jettou en remplacement du socialiste Abderrahman El Yousoufi.

## Jeudi10 octobre 2002
- La Chambre des Représentants des États-Unis, par 296 voix contre 133, autorise la recours à la force contre l’Irak, y compris sans l’aval du Conseil de sécurité des Nations unies.
- Élections législatives et cantonales en Algérie : importante percée du mouvement islamiste radical El-Islah, mais le FLN arrive en tête. La Kabylie a largement boycotté le scrutin.
- Attentat-suicide au sud de Tel Aviv : une israélienne tuée et 4 blessés.
- Forte poussée des partis islamistes aux élections législatives du Pakistan.
- À Caracas (Venezuela), plus d’un million de manifestants réclament la démission du président Hugo Chávez. Le 22, quatorze officiers, dont le général Pedro Pereira (déjà impliqué dans le coup d’État du 18 avril), appellent à l’insurrection.

## Vendredi11 octobre 2002
- En Finlande, attentat-suicide dans un centre commercial de la grande banlieue d’Helsinki, commis par un étudiant finlandais en chimie : 7 morts et 80 blessés.

## Samedi12 octobre 2002
- Second tour de l’élection présidentielle en Serbie. Le président Yougoslave Vojislav Koštunica obtient 66,7 % contre l’économiste libéral Miroljub Labus, mais le scrutin est invalidé car la participation n’est que de 45,9 %.
- Attentat islamiste à la voiture piégée avec une bombe (~100 kg), contre une discothèque, réservée aux Occidentaux, de Kuta Beach à Bali en Indonésie, fait 183 morts et plus de 300 blessés. Cet acte terroriste est attribué aux islamiques extrémistes de Jemaah Islamiyah.

## Dimanche13 octobre 2002
- Formule 1 : Grand Prix automobile du Japon.

## Mardi15 octobre 2002
- En France, l’Assemblée nationale vote le projet d’assouplissement des 35 heures, présenté par le ministre François Fillon.
- Référendum plébiscite pour Saddam Hussein (100 % de votants, 100 % des voix), lui accordant un nouveau mandat de sept ans.
  - Le 20, amnistie quasi générale des prisonniers de droit commun et des détenus politiques.

## Mercredi16 octobre 2002
- Du 16 au 20 octobre, visites officielles du président Jacques Chirac dans divers pays du Proche-Orient.
  - Le 16, inauguration de la nouvelle bibliothèque d'Alexandrie en Égypte.
  - Le 17, visite d’État à Beyrouth au Liban.
  - Du 18 au 20, participation au Sommet de la francophonie à Beyrouth.
  - Le 20, Visite à Damas en Syrie et à Amman en Jordanie.
- Nouveau gouvernement du chancelier Schröder en alliance avec les verts pour les ministères des Affaires étrangères, de l’Environnement et de l’Agriculture.
- Le gouvernement nord-coréen reconnaît développer un programme de fabrication d’uranium enrichi permettant d’assembler une bombe atomique.

## Jeudi17 octobre 2002
- Accord de cessez-le-feu entre le gouvernement ivoirien et les rebelles. Le 28, ouverture de pourparlers à Lomé au Togo.
- Le gouvernement américain accepte de renoncer à un recours automatique et de laisser au Conseil de sécurité des Nations unies le soin de « considérer la situation », mais pas celui de « décider » d’une réponse appropriée.
- Un bombardement israélien tue 6 Palestiniens à Rafah dans la bande de Gaza.
- Deux attentats à Zamboanga aux Philippines, où est installé un centre de commandement des forces américaines dans le sud de l’archipel. Le 18 et 20, nouveaux attentats à Manille et à Zamboanga : 4 morts et 40 blessés.

## Vendredi18 octobre 2002
- En Corse, attentats à l’explosif, revendiqués par le nouveau FLNC, contre des bâtiments publics, des banques et des villas.
- Dans la banlieue de Strasbourg, à la suite de la mort d'un jeune, lors d’une course poursuite avec la police, après le vol d’une voiture, une guérilla urbaine se déclenche dans le quartier de Hautepierre et de Cronenbourg. Bilan : 44 voitures incendiées.
- Du 18 au 20 octobre, IXe Sommet de la francophonie à Beyrouth, lors duquel l’ancien président sénégalais Abdou Diouf est élu secrétaire général de l’Organisation internationale de la francophonie, en remplacement de l’égyptien Boutros Boutros-Ghali.

## Samedi19 octobre 2002
- En Irlande, nouveau référendum sur l’élargissement de l’Union européenne à dix nouveaux états. Le oui l’emporte par 62,89 % mais avec 51,55 % d’abstention.

## Dimanche20 octobre 2002
- En France, décès du comédien Bernard Fresson à l’âge de 71 ans.

## Mardi22 octobre 2002
- Attentat-suicide à la voiture piégée contre un autobus à Pardes Hanna-Karkur dans le nord d’Israël : 16 morts dont les deux kamikazes et une cinquantaine de blessés.
- Ougrée (Belgique) : explosion à la cokerie de Cockerill-Sambre (Arcelor), faisant trois morts et une trentaine de blessés

## Mercredi23 octobre 2002
- Attentat à la bombe, détruisant le hall d’entrée du lycée Marcel Rudloff, dans la banlieue ouest de Strasbourg à la veille de la venue du ministre de l’Intérieur Nicolas Sarkozy. Cet acte serait lié à la mort d’un « jeune voyou » le 18 octobre.
- Du 23 au 26 octobre, dans un théâtre de Moscou, un commando Tchétchènes, dont de nombreuses femmes, prend en otages 750 personnes. À l’aube du 26, les forces spéciales du FSB donnent l’assaut : tous les terroristes sont tués (sauf deux) et 117 otages meurent lors de cette opération dont 115 par inhalation d’un gaz toxique. Le 28, deuil national. le 29, décès de 2 nouveaux otages.
- Accident grave à la mâchoire pour le Chanteur Rappeur Producteur Kanye West.
- sortie du Jeu vidéo « No one lives forever 2 : a spy in H.A.R.M’s Way », en français : « No one lives forever 2 : le C.R.I.M.E. est éternel » par Monolith Productions, sur pc

## Jeudi24 octobre 2002
- Installation du nouveau « Haut-Conseil à l’intégration » par le premier ministre Jean-Pierre Raffarin qui déclare : « La France du XXIe siècle porte le métissage en son cœur ».
- Compromis trouvé, entre le président Jacques Chirac et le chancelier Gerhard Schröder, sur la politique agricole commune, avant l’ouverture du sommet des Quinze à Bruxelles.

## Vendredi25 octobre 2002
- Du 25 au 26 octobre, visite en Corse du ministre de l’Intérieur Nicolas Sarkozy, du garde des Sceaux Dominique Perben, et du ministre des Libertés locales Patrick Devedjian. Ils émettent la proposition d’un référendum sur la transformation de l’île en collectivité territoriale unique.
- Tentative de coup d’État, au Centrafrique, orchestré par l’ancien chef d’état-major, le général François Bozizé, contre le président Ange-Félix Patassé. Le 28, combat à l’arme lourde dans la capitale Bangui.
- Visite aux États-Unis, du président chinois Jiang Zemin, reçu par le président George W. Bush dans son ranch de Crawford au Texas.
- Nouveau déploiement de Tsahal à Jénine en Cisjordanie.
- Le député de l’opposition, Koki Ishii qui dénonçait la corruption et rejetait l’augmentation des dépenses militaires du Japon, a été poignardé en plein jour par un militant nationaliste d’un groupe lié aux yakuzas.

## Samedi26 octobre 2002
- En France, décès du général Jacques Massu à l’âge de 94 ans.

## Dimanche27 octobre 2002
- Une violente tempête balaye le nord-ouest de l’Europe et fait 28 morts.
- Au Brésil, le candidat du « Parti des travailleurs » Luis Inacio da Silva est élu, au second tour, président de la république avec 61,5 % des voix.

Une élection historique 

Son élection est historique pour le pays, puisqu’il est le premier président socialiste du Brésil. En effet, depuis la chute des dictatures militaires et l’instauration de la démocratie, la droite avait toujours remporté les élections présidentielles. Les Brésiliens voient en Lula le seul homme à pouvoir réduire les inégalités sociales très importantes dans ce pays, dont 22 % de la population vit en dessous du seuil de pauvreté (1998). Il prendra ses fonctions en janvier 2003.
- Attentat-suicide devant la colonie juive d’Ariel, dans le nord de la Cisjordanie : 3 soldats israéliens tués.

## Lundi28 octobre 2002
- Visite officielle en France du président vietnamien Tran Duc Luong. Il s’agit de la première visite d’un chef d’État du Viêt Nam communiste depuis 1973.
- Un diplomate américain Lawrence Foley est abattu à Amman en Jordanie.

## Mardi29 octobre 2002
- Le sommet franco-britannique, prévu au Touquet en France, est reporté sine die.

## Mercredi30 octobre 2002
- À la demande des autorités russes, arrestation à Copenhague (Danemark) du représentant indépendantiste Akhmed Zakaev au Congrès mondial tchétchène.
- Les ministres travaillistes quittent le gouvernement israélien d’Ariel Sharon.
- Un violent incendie accidentel a détruit les 5 étages du World trade center de Hô Chi Minh-Ville (ex-Saïgon) qui abritait une discothèque, un restaurant, plus de 170 boutiques et les bureaux de 27 sociétés étrangères : au moins 61 personnes sont mortes.
- Le DJ américain Jam Master Jay est assassiné d'une balle dans la tête vers 19h30 alors qu'il se trouvait en studio.

## Jeudi31 octobre 2002
- Séisme en Italie, dans la région du Molise : 26 morts.

## Décès
- 2 octobre : Paul Sérant, journaliste, essayiste et romancier.
- 4 octobre : André Delvaux, réalisateur belge.
- 5 octobre : Brigitte Massin, musicologue et mélomane française.
- 6 octobre : Prince Claus des Pays-Bas, époux de la reine Béatrix.
- 9 octobre : Vladimir Peška, intellectuel tchécoslovaque (° 7 septembre 1920).
- 19 octobre :
  - Manuel Álvarez Bravo, photographe mexicain.
  - Nikolai Rukavishnikov, cosmonaute soviétique (° 1932).
- 20 octobre : Bernard Fresson (71 ans), comédien.
- 21 octobre : François Soubeyran, membres du quatuor vocal Les Frères Jacques.
- 22 octobre :
  - Reinhard Breder, conseiller du gouvernement allemand et SS-Standartenführer  participant à l'Holocauste en Union Soviétique (° 2 février 1911).
  - Richard Helms, ancien directeur de la CIA (1966-1973).
  - Willy Michaux, coureur cycliste belge de demi-fond (° 13 juillet 1913).
- 25 octobre :
  - Christine Gouze-Rénal, productrice de cinéma française.
  - Richard Harris, acteur irlandais.
  - René Thom, mathématicien français, père de la « théorie des catastrophes » (° 1923).
- 26 octobre : Général Jacques Massu (94 ans).
- 30 octobre :
  - Pierre Aigrain, physicien et homme politique français.
  - Juan Antonio Bardem, cinéaste espagnol.
  - Jason Mizell, DJ de Run DMC
- 31 octobre :
  - Lionel Poilâne, boulanger français (° 1945).
  - Raymond Savignac, publicitaire français.
  - Raf Vallone, acteur italien.

## Naissances
- 1 octobre : Théo Le Bris, footballeur français
- 4 octobre : Uroš Drezgić, footballeur serbe
- 6 octobre :
  - Cleopatra Stratan, chanteuse moldave.
  - Jonathan Kuminga, joueur congolais (RDC) de basket-ball.
- 9 octobre: Ben Shelton, joueur de tennis américain
- 10 octobre :
  - Mukarama Abdulai, footballeuse ghanéenne.
  - Thomas Kuc, acteur brésilien
- 15 octobre : 
  - Veldin Hodža, footballeur croate
  - Malu Trevejo, danseuse et chanteuse cubano-américaine
- 18 octobre : James McAtee, footballeur anglais
- 19 octobre : Lasso Coulibaly, footballeur ivoirien
- 23 octobre : Constantin Grameni, footballeur roumain
- 25 octobre : Johnny Sequoyah, actrice américaine
- 29 octobre : Jordan Bos, footballeur australien
- 31 octobre :
  - Ansu Fati, footballeur espagnol
  - Jakub Kałuziński, footballeur polonais